# 経済発展
経済発展（けいざいはってん、Economic Development）は、資本蓄積や技術力の進歩に伴って、未発達で低所得の国家経済が近代的な産業経済に生まれ変わるプロセスのことである。経済進歩や経済成長と同義に用いられることもあるが、若干意味が異なる。

## 概念
一般的には、量的な拡大とともに質的な向上が含まれる経済活動を支える基盤、蓄積を強調する概念である。現代の複雑で豊かな経済と比べて、古代・中世などは原始的で貧しいと評価されるわけであるが、その時代でも現代でも、その経済の中で相対的に見て繁栄した経済に発展できるであろう資本や技術力を持つということは、発展途上国にとってきわめて重要な意味を持っている。経済発展の問題は、こうした文脈において通常議論されるものである。

## 命題
経済発展の度合いを計るには、国民一人当たりの所得水準を見るのが一般的といわれている。だが、発展途上国の間にさえ非常に大きな差が生じているため、特定の国の発展が遅れている理由と、その国の経済構造を根本から変革する最も効果的な方法について、最終的な結論については未だに専門家で議論されている状況である。所得水準の違いは、天然資源や環境に左右されうるが、人間の力による部分も多分に含まれている。つまり、全ての国家は発展できる潜在能力を持っていることになるのである。そこで国家の潜在能力はどうすれば十分に発揮されるのであろうか、ということが重要な命題になってくる。

## 発展途上国における経済発展
発展途上国には経済成長力を削ぐ、数多くの共通した問題点がある。
- 第1次産業が国家収入の大半を占め、少数の（もしくは単一の）生産品がその大きな割合を占めている（モノカルチャー経済）。
- 第2次産業の活動水準と範囲が極めて低く、技術力も未発達である。
- 大量の余剰人口を抱えている上に、人口増加率が高い。
- インフラストラクチャーの不備。
- 人的資源の低開発、金融機関が脆弱である。

このような状況を打破し円滑に経済発展するため、特に第二次世界大戦後に様々な方策が採られてきた。その好例としては、新しい産業部門の創設が挙げられる。1950年以来、多くの発展途上国でこの方策に基づき工業開発が行われた。
だが、この政策が全般的には総じて期待はずれであった。経済成長が促進されたことは間違いないが、資源がインフラ整備に主に振り向けられたために、国民の大多数が依存する伝統的な経済分野では殆ど発展が見られなかった。また、人材育成の急激な促進は、経済が吸収しきれない大量の高学歴者を生み出したにすぎなかった。もうひとつの深刻で継続的な問題は、人口増加率の抑制に失敗したことであった。ある程度の国民所得の成長は、急激な人口増加によって相殺されてしまった。同時に産業振興のために多額の債務を負った国々（重債務最貧国）は、経済の構造的不均衡状態に閉じ込められ脱出の糸口を見出せないでいる。

## 要因
経済発展には、発展に即応できる教育を受けている人が必要である。日本の場合、江戸時代から庶民レベルで識字率が高く、教育水準の高かったため経済発展したと考えられている。また明治時代の学校制度の普及、戦後の義務教育などによって経済発展に対応できる人材が日本では輩出されたとされている。
また、貿易は経済発展の大きな要素となる。また、自然条件が悪い場合でも、比較優位を利用し、経済発展の基盤をつくることができる。
インセンティブ・情報、その国の政治的安定・インフラの整備状況なども経済発展の条件となる。

## 現在
このようなことから、大規模な資本投資計画による発展途上国の先進国の経済構造への再試は、経済発展を達成する効率的な方法ではないことが常識となった。そこで現在では、最も効率的に経済発展を促す方法をみいだすことが求められている。